# 1935 w filmie
Wydarzenia filmowe w 1935 roku.

## Wydarzenia
- 14 lutego – w Berlinie założono archiwum filmowe III Rzeszy, w którym gromadzono, zarówno produkcję niemiecką jak i zagraniczną.
- 28 maja – z połączenia Twentieth Century i Foxa powstaje 20th Century Fox.
- Henri Langlois i Georges Franju założyli Cinémathèque française.

## Premiery

### Filmy polskie
- 8 lutego - Antek policmajster – reż. Michał Waszyński
- 22 lutego - ABC miłości – reż. Michał Waszyński
- 25 sierpnia - Dzień wielkiej przygody – reż. Józef Lejtes
- 25 września - Dwie Joasie – reż. Mieczysław Krawicz
- 3 października - Wacuś – reż. Michał Waszyński
- 25 października - Rapsodia Bałtyku – reż. Leonard Buczkowski
- 31 października - Panienka z poste restante – reż. Michał Waszyński
- 9 listopada - Nie miała baba kłopotu – reż. Michał Waszyński
- 19 listopada - Jaśnie pan szofer – reż. Michał Waszyński
- 12 grudnia - Kochaj tylko mnie – reż. Marta Flantz

### Filmy zagraniczne
- Potępieniec (The Informer, reż. John Ford, USA)
- Bunt na Bounty (Mutiny on the Bounty, reż. Frank Lloyd, USA)
- Diabeł jest kobietą (The Devil is a Woman, reż. Josef von Sternberg, USA)
- Dla ciebie tańczę (Reckless, reż. Victor Fleming, USA)
- Mississippi – reż. A. Edward Sutherland, wyk. Bing Crosby, Joan Bennett, W.C. Fields
- Two for Tonight – reż. Frank Tuttle, wyk. Bing Crosby, Joan Bennett, Mary Boland
- The Big Broadcast of 1936 – reż. Norman Taurog, wyk. Bing Crosby, Jack Oakie, George Burns, Mary Boland

## Nagrody filmowe
- Oskary
  - Najlepszy film – Bunt na Bounty
  - Najlepszy aktor – Victor McLaglen (Potępieniec)
  - Najlepsza aktorka – Bette Davis (Kusicielka)
  - Wszystkie kategorie: Oskary w roku 1935

## Urodzili się
- 1 stycznia:
  - Maciej Kijowski, operator (zm. 2017)
  - Brian G. Hutton, amerykański reżyser i aktor (zm. 2014)
- 2 stycznia – Janina Krassowska, polska kierownik produkcji
- 8 stycznia – Elvis Presley, piosenkarz, aktor (zm. 1977)
- 9 stycznia – Bob Denver, amerykański aktor (zm. 2005)
- 30 stycznia – Elsa Martinelli, włoska aktorka (zm. 2017)
- 14 lutego – Krystyna Sienkiewicz, polska aktorka (zm. 2017)
- 19 kwietnia – Dudley Moore, angielski aktor (zm. 2002)
- 15 czerwca – Belinda Lee, angielska aktorka (zm. 1961)
- 17 lipca – Donald Sutherland, kanadyjski aktor (zm. 2024)
- 29 sierpnia – William Friedkin, amerykański reżyser (zm. 2023)
- 1 października – Julie Andrews, brytyjska aktorka i piosenkarka
- 4 października – Horst Janson, niemiecki aktor (zm. 2025)
- 18 października – Peter Boyle, amerykański aktor (zm. 2006)
- 21 października – Jadwiga Barańska, polska aktorka (zm. 2024)
- 24 października – Marek Piwowski, polski reżyser i scenarzysta
- 8 listopada – Alain Delon, francuski aktor (zm. 2024)
- 1 grudnia – Woody Allen, reżyser, scenarzysta, aktor
- 14 grudnia – Lee Remick, amerykańska aktorka (zm. 1991)

## Zmarli
- 19 kwietnia – Mieczysław Frenkiel (ur. 1858)